# Обратная косая черта
Обра́тная коса́я черта́, или обратная косая (на компьютерном жаргоне — обратный слеш [слэш] или бекслеш [бэкслэ́ш] от англ. backslash), а также «наклонная черта влево», — символ из набора ASCII (\), с написанием, обратным по отношению к обычному символу косой черты (/) (иногда также называемого «прямой косой»).
Символ обратной косой черты предназначен для использования только в математике множеств и информатике. Его использование в других случаях (вместо обычной косой черты) — ошибка.

## История
До 1960-х годов встречались лишь единичные случаи применения данного символа: известно о включении этого символа в некоторые телетайпы[уточнить] и перфораторы в 1937 и 1945 годах. В 1960 году компания IBM представила «расширенный набор символов», в который была включена и обратная косая черта в кодовой позиции 0x19. В том же 1960 году для выработки единого стандарта кодирования текста (который позже станет известен, как ASCII) был созван комитет X3.2. В процессе рассмотрения стандарта в 1961 году Боб Бемер, один из членов комитета, ранее участвовавший в разработке компьютера STRETCH, настоял на том, чтобы не включать в новый стандарт символы «≤», «≥» и «≠» — вместо этого включить квадратные скобки и обратную косую черту. Мотивировал он это тем, что в языке Алгол эти символы практически не используются, зато квадратные скобки широко используются для работы с массивами. Включение обратной косой черты он обосновал тем, что это позволит более наглядно обозначать операции конъюнкции (⋀) и дизъюнкции (⋁) с помощью комбинации прямой и обратной косой черт.

## Применение

### Математика
В математике обратная косая черта — один из способов обозначения разности множеств:
{\displaystyle A\setminus B} — множество элементов, которые входят в A, но не входят в B.
Иногда обратной косой чертой записывают «левое частное матриц» {\displaystyle A\setminus B=A^{-1}B}.
В Юникоде для этого есть также специальный знак «set minus» (U+2216, ∖).

### Вычислительная техника
В языке АЛГОЛ, как альтернатива ключевым словам and и or, допускались знаки булевой алгебры {\displaystyle \wedge } и {\displaystyle \vee }. Знак вошёл в первые варианты Паскаля для объединения и пересечения множеств (современный Паскаль для этого использует * и +).
В операционных системах DOS и Windows фирмы Microsoft и их аналогах других разработчиков обратная косая используется для разделений имён каталогов при указании пути к файлу. Прямая косая, применяемая для этого в Unix, не могла быть использована в MS-DOS, потому что уже была задействована для указания ключей командной строки (оставшихся в наследство от CP/M, где команда MS-DOS dir /w писалась как dir/w). Являясь служебным символом, (\) не может быть использован в имени файла.
В операционных системах семейства UNIX и во многих языках программирования (C, C++, Java, Python, Perl, PHP, Ruby) обратная косая черта используется для экранирования специальных символов в строковых и символьных литералах. В языках Бейсик и Visual Basic обратная косая черта обозначает операцию целочисленного деления.
В регулярных выражениях, как правило, используется одновременно для экранирования небуквенных и нецифровых символов, имеющих специальное значение (при этом сам знак по общему правилу кодируется двойной обратной косой чертой — \\), с буквой, следующей за ней, кодирует подстановочный символ или класс символов, а с последовательностью цифр (которая может предваряться буквенным префиксом) обозначает символ по его коду.
В языке разметки ΤΕΧ обратная косая предваряет идентификатор специального символа.